# Gerdi Verbeet
Gerardina Alida Verbeet dite Gerdi Verbeet, née le 18 avril 1951 à Amsterdam, est une femme politique néerlandaise. Membre du Parti travailliste (PvdA), elle est présidente de la Seconde Chambre des États généraux du 6 décembre 2006 au 20 septembre 2012.

## Biographie
Conseillère politique de Tineke Netelenbos et Ad Melkert à partir de 1994, Gerdi Verbeet figure sur la liste travailliste présentée aux élections législatives de 1998 mais n'est pas élue le jour du scrutin. En 2001, elle fait toutefois son entrée à la Seconde Chambre à la suite de la démission de Rob van Gijzel.
En raison des grandes pertes subies par les travaillistes à l'occasion des élections législatives de 2002, Verbeet quitte son mandat parlementaire, mais le retrouve avant la fin de l'année à la faveur de la démission d'Eveline Herfkens. Quatre ans plus tard, elle succède à Frans Weisglas à la présidence de l'assemblée. Réélue à l'ouverture de la 35e législature en 2010, elle se retire de la vie politique à sa fin, en 2012.